# Famille de la langue des signes japonaise
La famille des langues des signes japonaises est une famille de langue des signes regroupant  les langues des signes japonaise, taïwanaise et coréenne,. Il y a peu de difficultés dans la communication entre ces trois langues.

## Histoire
La première école pour les sourds japonaise a été créée à Kyoto en 1878. La langue des signes japonaise se propage avec l'administration coloniale japonaise en Corée et à Taïwan. Selon le site ethnologue.com, la langue des signes est utilisée en Corée depuis 1889, antérieurement à l'occupation japonaise, avec une utilisation dans les écoles depuis 1908. La langue des signes taïwanaise débute en 1895, pendant la période coloniale, lorsque deux écoles pour les sourds sont établies sur le nord et le sud de l'île. Elle partage 60 % de son vocabulaire avec la langue des signes japonaise.

## Marqueurs fonctionnels
Les langues de cette famille sont caractérisés par des structures et des caractéristiques grammaticales qui ne se retrouvent pas dans les langues parlées de la communauté environnante. Bien que le japonais et le mandarin soient indépendants et que le coréen leur soit uniquement lié de loin, les pratiquants des langues des signes de la famille japonaise peuvent interagir facilement à cause des points communs partagés, comme les marqueurs fonctionnels. Par exemple, une caractéristique commune à ces trois langues est le codage lexical du sexe. Certains signes faits avec le pouce indiquent un homme tandis que le même signe réalisé avec le petit doigt désignent une femme.
Comme dans les autres langues des signes, des marqueurs non manuels sont intégrés, avec des fonctions lexicales, syntaxiques et émotionnelles. Il s'agit notamment de froncements des sourcils, de hochements de la tête et de mouvements du torse.

## Référence
- (en) Cet article est partiellement ou en totalité issu de l’article de Wikipédia en anglais intitulé « Japanese Sign Language family » (voir la liste des auteurs).

1. ↑  Wittmann 1991, p. 287
2. ↑  Brentari 2010, p. 499
3. 1 2  Brentari 2010, p. 501
4. ↑  van Sterkenburg et van Sterkenburg 2008, p. 6-15
5. ↑  Brentari 2010, p. 513
6. ↑  Brentari 2010, p. 507

### Sources bibliographiques
- (en) Diane Brentari, Sign Languages, Cambridge University Press, 2010, 691 p. (ISBN 1139487396 et 9781139487399, présentation en ligne, lire en ligne).
- (en) Petrus Gijsbertus Jacobus van Sterkenburg et Piet van Sterkenburg, Unity and diversity of languages, John Benjamins Publishing, 2008, 232 p. (ISBN 9027232482 et 9789027232489, présentation en ligne, lire en ligne).
- Henri Wittmann, « Classification linguistique des langues signées non vocalement », Revue québécoise de linguistique théorique et appliquée, vol. 10, no 1,‎ 1991, p. 215-288 (lire en ligne).